# Teatro de los Caños del Peral
Teatro de los Caños del Peral, var en teater i Madrid i Spanien, verksam mellan 1713 och 1817. 
Teatern uppfördes för att hysa italienska operasällskap som engagerades tillfälligt för att uppträda för det spanska hovet. Det användes oregelbundet och tjänade flera syften, bland annat arrangerades offentliga franska maskeradbaler där. 1788-1808 hade det en storhetstid då Madrids två kungliga teatrar Teatro de la Cruz och Teatro del Príncipe ofta höll sina operaföreställningar där. Byggnaden revs 1818. 